# وستون، هرتفوردشر
وستون (به انگلیسی: Weston) یک روستا و محله مدنی در بریتانیا است که در North Hertfordshire واقع شده‌است. وستون ۱٬۰۵۴ نفر جمعیت دارد.